# DNA-Schaden

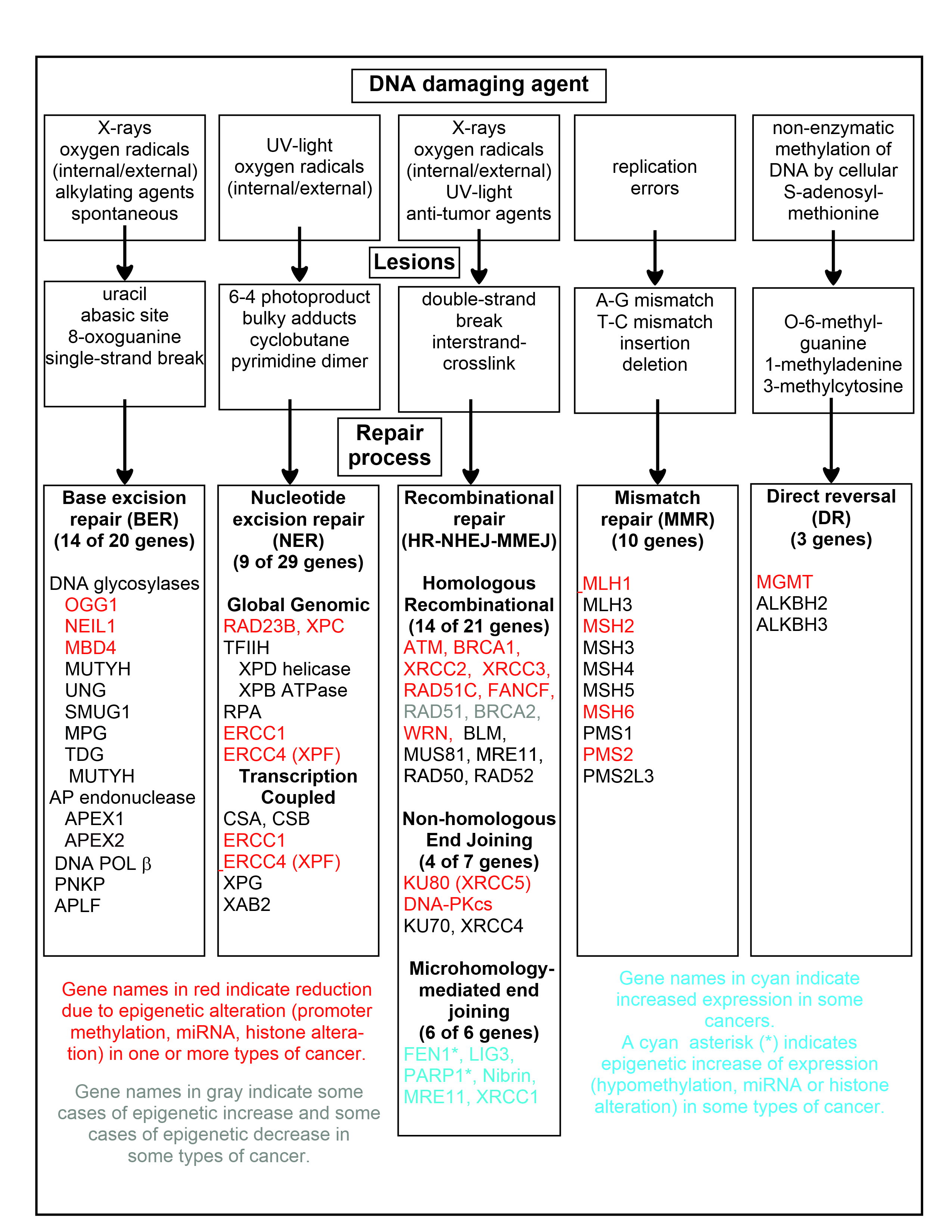
DNA-Schäden und -Reparatur

Ein DNA-Schaden oder eine DNA-Schädigung ist eine Änderung der chemischen Struktur von DNA, die im Zuge der Replikation nicht mitkopiert wird.

## Eigenschaften
Ein Schaden an der DNA führt zu einer Aktivierung der DNA-Reparatur, um den vorherigen Zustand wiederherzustellen. Da jedoch nicht jede Reparatur den ursprünglichen Zustand wiederherstellt, können durch Schäden an DNA Mutationen erzeugt werden, die in bestimmten Kombinationen zur Entstehung von Krebs führen, z. B. wenn die Mutationen zu einer Aktivierung von Onkogenen oder zu einer Inaktivierung von Tumorsuppressorgenen führt. In gesunden Zellen können DNA-Schäden über das Protein p53 zu einem Arrest der Zellteilung und zur Apoptose führen, wodurch die Mutationsrate in einem Organismus begrenzt wird.

## Entstehung
DNA-Schäden können durch ionisierende Strahlung (z. B. UV, Röntgen, Gammastrahlung), Oxidation, Hydrolyse, Mutagene (darunter die Alkylanzien und DNA-Vernetzungmittel) entstehen. Durch eine Insertion von manchen Onkoviren in das Genom ihrer Wirtszelle können Gene verändert werden. Teilweise entstehen zudem Fehler in einer DNA-Sequenz durch Fehler bei der Replikation. Schäden können sowohl an den Nukleinbasen als auch am DNA-Rückgrat (Desoxyribose und Phosphat) auftreten. In einer Säugetierzelle entstehen etwa 60.000 DNA-Schäden pro Tag. Ionisierende Strahlung führt durch eine Radiolyse von Wasser zur Bildung von Hydroxid-Radikalen, die andere Moleküle in ihrer jeweiligen näheren Umgebung oxidieren können. Daneben können manche DNA-Schäden auch im Zuge des Stoffwechsels ohne Einwirkung von außen (endogen) entstehen.
Durch UV-Strahlung kann es zu direkten Veränderungen (Mutationen) der DNA kommen, wobei diese insbesondere UV-C-FUV-Strahlung absorbiert. Einzelsträngige DNA zeigt ihr Absorptionsmaximum bei 260 nm. Sowohl UV-B als auch UV-A können indirekt die DNA durch die Entstehung von reaktiven Sauerstoffradikalen schädigen, die die Entstehung von Oxidativen DNA-Läsionen bewirken, die wiederum zu Mutationen führen. Diese sind vermutlich für die Entstehung von UV-A-induzierten Tumoren verantwortlich.
| Endogener DNA-Schaden           | Anzahl pro Zelle |
| ------------------------------- | ---------------- |
| Abasische Stellen               | 30,000           |
| N7-(2-Hydroxethyl)guanin (7HEG) | 3,000            |
| 8-Hydroxyguanin                 | 2,400            |
| 7-(2-Oxoethyl)guanin            | 1,500            |
| Formaldehyd-Addukte             | 960              |
| Acrolein-desoxyguanin           | 120              |
| Malondialdehyd-desoxyguanin     | 60               |

In Ratten nimmt die Anzahl abasischer Stellen von etwa 50.000 pro Zelle in Leber, Niere und Lunge bis hin zu etwa 200.000 pro Zelle im Gehirn zu. In jungen Ratten sind etwa 24.000 DNA-Addukte pro Zelle, während in alten Ratten 66.000 DNA-Addukte pro Zelle zu finden sind. Die Zunahme an Mutationen ist charakteristisch für das Altern.

## Typen

### Photocyclisierung
Bei Bestrahlung mit UV-Licht reagieren benachbarte Thymine über eine 2+2-Cycloaddition, die gleichzeitig eine Photodimerisierung und eine Photocyclisierung darstellt.

### Desaminierung
Desaminierte Nukleinbasen sind Hypoxanthin, Xanthin, Uracil und Thymin, die durch Desaminierung der exozyklischen Basen Adenin, Guanin, Cytosin bzw. 5-Methylcytosin (5-mC) entstehen.

### Oxidation
Oxidierte DNA-Basen sind Formamidopyrimidin-Derivat von Adenin (Fapy-A), 7,8-Dihydro-8-oxoguanin (8-oxo-G) und Thymin-Glykol. Etwa 60 bis 70 % der DNA-Schäden in Säugetierzellen entstehen durch Oxidation. Es wurden bisher mehr als 100 Oxidationen an DNA beschrieben, von denen die Oxidation zu 8-oxodG etwa 5 % der Oxidationsschäden ausmacht. Oxidationen erzeugen etwa 10.000 bis 11.500 Schäden pro Tag pro menschlicher Zelle, davon etwa 2,800 Schäden der Art 8-oxoGua, 8-oxodG plus 5-HMUra. In Ratten entstehen etwa 74.000 bis 100.000 pro Tag pro Zelle. In Zellen von Mäusen entstehen zwischen 28.000 und 47.000 Schäden der Art 8-oxoGua, 8-oxodG, 5-HMUra.
Durch Eisen(II)-Ionen (oder andere Übergangsmetalle) können Hydroxidradikale über die Fenton-Reaktion gebildet werden. Dabei werden die Eisenionen zu Eisen(III)-Ionen oxidiert. Die Regeneration (Reduktion) erfolgt über die Haber-Weiss-Reaktion. Eisen ist das häufigste Übergangsmetall in den meisten Lebewesen.

Bildung von Desoxyribonolacton

Hydroxidradikale können am 1'-C-Atom der Desoxyribose zur Bildung eines Radikals führen, das wiederum mit Sauerstoff ein Peroxid bildet, das sich zum 2’-Desoxyribonolacton umlagert und die Nukleinbase freisetzt, wodurch eine abasische Stelle in der DNA entsteht. Das 2’-Desoxyribonolacton ist mutagen und hemmt die DNA-Reparatur.
Hydroxidradikale können auch an die π-Elektronen von bestimmten Doppelbindungen in Nukleinbasen addieren, unter anderem an C5-C6 von Pyrimidinen und N7-C8 in Purinen. Daneben können Hydroxidradikale an verschiedene andere Atome in DNA addieren.

### Depurinierung
Spontane Abspaltung einer Purinbase vom Zucker-Phosphat-Gerüst durch hydrolytische Spaltung der N-glycosidischen Bindung zwischen Purinbase und Desoxyribose. Das Phosphodiestergerüst bleibt dabei intakt und mit sogenannten apurinischen Stellen zurück. Depurinierungen kommen pro Tag pro Säugetierzelle etwa 2.000 bis 14.000 Mal vor.

### Depyrimidierung
Hydrolytische Abspaltung einer Pyrimidinbase vom Phosphodiestergerüst der DNA. Depyrimidierungen entstehen in einer Säugetierzelle etwa 600 bis 700 Mal täglich.

### Strangbrüche
Ein Einzelstrangbruch tritt etwa 55.200 Mal pro Tag pro Säugetierzelle auf. Hydroxylradikale bevorzugen innerhalb der Ribose 5′ H > 4′ H > 3′ H ≈ 2′ H ≈ 1′ H als Reaktionspartner, was zum Strangbruch führen kann.
Ein Doppelstrangbruch kommt pro Zellteilung pro menschlicher Zelle etwa 10 bis 50 Mal vor.

### Methylierung

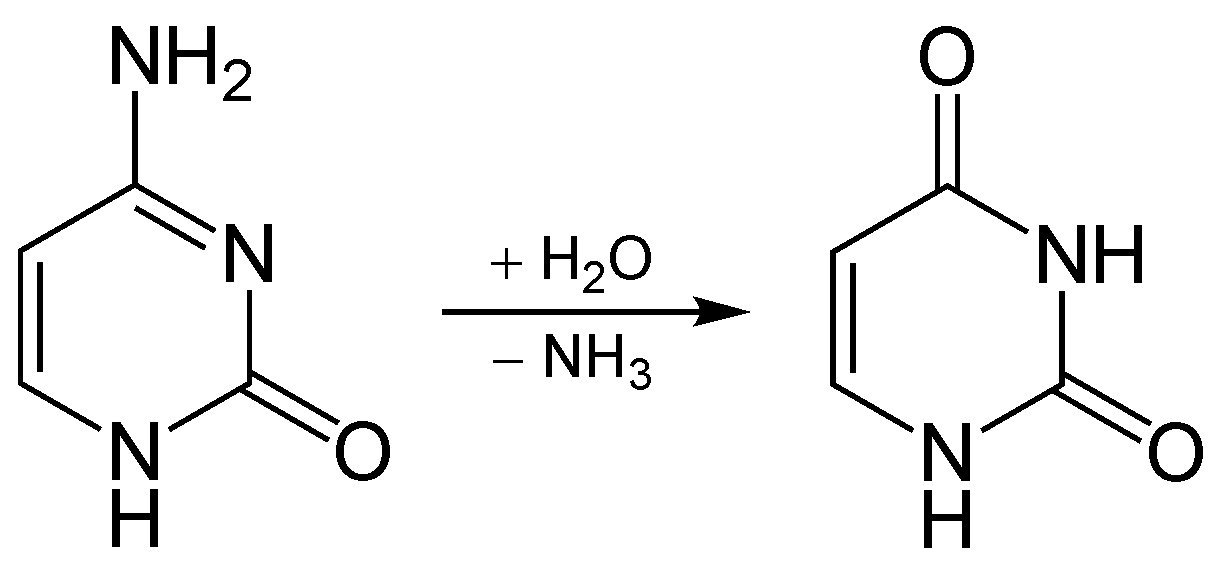
Desaminierung von Cytosin

Methylierte DNA-Basen sind N3-Methyladenin, N7-Methylguanin, O6-Methylguanin, N3-Methylcytosin, O4-Methylthymin, O4-Ethylthymin und N3-Methylthymin. O6-Methylguanin entsteht in einer Säugetierzelle täglich etwa 3,120 Mal. Die Desaminierung von Cytosin kommt pro Säugetierzelle pro Tag etwa 192 Mal vor. Daneben kann auch M1dG (3-(2′-Desoxy-β-D-erythro-pentofuranosyl)-pyrimido[1,2-a]-purin-10(3H)-on) gebildet werden. M1G und 8-oxodG sind ihrerseits mutagen.

### Andere DNA-Addukte
Durch Mutagene können unterschiedliche DNA-Addukte gebildet werden.